# Convento di Belvedere
Il convento di Belvedere è un complesso situato nel comune di Sorano, lungo la strada vicinale di Belvedere, presso l'omonima località situata alcuni chilometri a sud-ovest del capoluogo comunale, non lontano dalle terme di Sorano.

## Storia
Di origini incerte, il convento era sorto come romitorio per frati e successivamente trasformato in struttura conventuale, ove i religiosi si occupavano di preparazioni a base di erbe.
La struttura in epoca settecentesca aveva già conosciuto la trasformazione in complesso rurale, senza che tuttora si abbiano notizie circa l'abbandono del preesistente luogo religioso.
La trasformazione in struttura agricola, comportò profonde modifiche all'originaria struttura architettonica, che si verificarono soprattutto con i lavori di ristrutturazione effettuati tra la fine dell'Ottocento e gli inizi del secolo scorso.

## Descrizione
Il convento di Belvedere si trovava all'interno dell'attuale complesso rurale, di cui si è conservata l'originaria pianta ad L e i rivestimenti delle pareti esterne in tufo, elemento caratterizzante anche la piccola rupe sulla quale sorge.
La struttura, originariamente suddivisa nella chiesa e negli spazi conventuali, è formata da quattro distinti corpi di fabbrica addossati tra loro e disposti su due livelli.
Il ritrovamento di vasi e manufatti incassati in alcune strutture murarie del sottotetto testimoniano l'antica attività di erboristeria che veniva svolta dai frati quando il complesso era adibito a struttura conventuale.